# Ian Westlake
Ian Westlake, né le 10 juillet 1983 à Clacton, est un footballeur anglais. Il joue poste de milieu centre ou ailier gauche.

## Biographie
Westlake est libéré en mars 2011 par les Wycombe Wanderers. Après des essais dans différents clubs, il signe le 15 juillet 2011 pour la fin de saison à l'Impact de Montréal dans la NASL.